# MTN 8 2008
De MTN 8 2008 was de 34ste editie van dit Zuid-Afrikaanse voetbaltoernooi. Het toernooi begon op 8 augustus en eindigde op 23 september 2008.

## Kwartfinale
|                 |                    |       |                                     |                              |
| 8 augustus 2008 | Orlando Pirates    | 1 – 2 | Supersport United                   | Coca-Cola Park, Johannesburg |
| 8 augustus 2008 | Thembile Kanono 7' |       | Fikru Tefera 21' Anthony Laffor 82' | Coca-Cola Park, Johannesburg |

|                 |                                                                           |       |                                                            |                          |
| 9 augustus 2008 | Moroka Swallows                                                           | 4 – 3 | Ajax Cape Town                                             | Olympia Park, Rustenburg |
| 9 augustus 2008 | Lefa Tsutsulupa 8' Sandile Ndlovu 37' Morgan Shivambu 99' Ryan Botha 119' |       | Brett Evans 49' Eduardo Ferreira 90' Mabhuti Khanyeza 120' | Olympia Park, Rustenburg |

|                 |                                                                     |       |                 |                           |
| 9 augustus 2008 | Kaizer Chiefs                                                       | 4 – 0 | Santos Kaapstad | Loftus Versfeld, Pretoria |
| 9 augustus 2008 | Gert Schalkwyk 4' 26' Jose Torrealba 21' Reneilwe Letsholonyane 58' |       |                 | Loftus Versfeld, Pretoria |

|                  |                    |       |                  |                         |
| 10 augustus 2008 | Mamelodi Sundowns  | 1 – 0 | Free State Stars | Super Stadium, Pretoria |
| 10 augustus 2008 | Katlego Mphela 98' |       |                  | Super Stadium, Pretoria |

## Halve finale
| Team 1            | Tot. | Team 2            | 1e wedstr. | 2e wedstr. |
| ----------------- | ---- | ----------------- | ---------- | ---------- |
| Kaizer Chiefs     | 2–1  | Moroka Swallows   | 2–0        | 0–1        |
| Mamelodi Sundowns | 4–4  | Supersport United | 2–1        | 2–3        |

### Heenduels
|                  |                                      |       |                 |                           |
| 16 augustus 2008 | Kaizer Chiefs                        | 2 – 0 | Moroka Swallows | Loftus Versfeld, Pretoria |
| 16 augustus 2008 | Gert Schalkwyk 9' Jose Torrealba 21' |       |                 | Loftus Versfeld, Pretoria |

|                  |                                     |       |                   |                         |
| 17 augustus 2008 | Mamelodi Sundowns                   | 2 – 1 | Supersport United | Super Stadium, Pretoria |
| 17 augustus 2008 | Jorge Acuña 11' Surprise Moriri 58' |       | Brent Carelse 45' | Super Stadium, Pretoria |

### Returns
|                  |                                       |       |                                          |                         |
| 23 augustus 2008 | Supersport United                     | 3 – 2 | Mamelodi Sundowns                        | Super Stadium, Pretoria |
| 23 augustus 2008 | Daine Klate 55' 92' Brent Carelse 90' |       | Surprise Moriri 85' Lerato Chabangu 118' | Super Stadium, Pretoria |

|                  |                 |       |               |                          |
| 24 augustus 2008 | Moroka Swallows | 1 – 0 | Kaizer Chiefs | Olympia Park, Rustenburg |
| 24 augustus 2008 | Ryan Botha 49'  |       |               | Olympia Park, Rustenburg |

## Finale
|                   |                   |                       |               |                        |
| 23 september 2008 | Mamelodi Sundowns | 0 – 0 (na extra tijd) | Kaizer Chiefs | Durban Stadion, Durban |
| 23 september 2008 |                   |                       |               | Durban Stadion, Durban |

|                                                                                 |       | strafschoppen                                                                           |  |
| Surprise Moriri Esrom Nyandoro Lerato Chabangu Mbulelo Mabizela Thando Mngomeni | 3 – 4 | José Torrealba Gert Schalkwyk Onismor Bhasera Siphiwe Tshabalala Reneilwe Letsholonyane |  |